# Karaté Dog
Pour plus de détails, voir Fiche technique et Distribution.
Karaté Dog (The Karate Dog) est un téléfilm américain réalisé par Bob Clark sorti directement en vidéo en 2005. Il a ensuite été diffusé à la télévision le 29 mai 2006 sur ABC Family.

## Synopsis
Un chien appelé Cho-cho voit son maître Chin Li mourir sous ses yeux. Il se rend chez un jeune agent de police, Peter Fowler, pour découvrir qui l'a tué.

## Fiche technique
- Titre original : The Karate Dog ; Karate Dog (ressortie DVD)
- Titre français : Karaté Dog
- Réalisation : Bob Clark
- Scénario : Steven Paul et Gregory Poppen
- Photographie : Bryan Pearson
- Montage : Lenka Svab
- Production : Frank Hübner
- Société de production : Crystal Sky Entertainment
- Société de distribution : Screenmedia
- Pays d'origine:  États-Unis
- Langue : anglais
- Format : couleur - 35 mm - 1,78:1 - son Dolby stéréo
- Durée : 84 minutes
- Genre : Action et comédie policière
- Dates de première diffusion :
  - États-Unis : 5 mai 2005 (DVD)
  - France : 9 mars 2005 (DVD)

## Distribution
- Chevy Chase: Cho-cho (voix)
- Jon Voight : Hamilton Cage
- Simon Rex : Peter Fowler
- Jaime Pressly : Ashley Wilkenson
- Pat Morita : Chin Li
- Thomas Kretschmann : Gerber
- Nicollette Sheridan : la chatte blanche (voix)

## Production

### Lieux de tournage
Le film a été tourné à Los Angeles en Californie et à Vancouver au Canada.